# Constantin Cantacuzino (postelnic)
Constantin Cantacuzino (cunoscut în istoriografia română drept postelnicul Constantin Cantacuzino; n. 1598 – d. 20 decembrie 1663), fiul lui Andronic Cantacuzino, a fost un boier influent din Țara Românească, unul din cei mai apropiați dregători ai lui Matei Basarab. Printre copiii săi erau Șerban Cantacuzino (domn al Țării Românești), umanistul și politicianul Constantin Cantacuzino stolnicul, dregătorul și marele ctitor Mihai Cantacuzino și Stanca (măritată Brâncoveanu), mama domnului Constantin Brâncoveanu.
Amenințat cu moartea de către Mihnea al III-lea, în august 1658 s-a refugiat în Transilvania și apoi în Moldova. A fost extrădat și judecat de turci, dar a scăpat de acuzația de hiclenie.
La începutul domniei lui Grigore I Ghica era în relații foarte bune cu acesta, dar pârât de Stroe Leurdeanu și Dumitrașcu Cantacuzino că în lipsa din țară a domnului a complotat împotriva acestuia, a fost strangulat din ordinul lui Grigore Ghica în trapeza Mânăstirii Snagov, în 20 decembrie 1663. A fost înmormântat la Mânăstirea Mărgineni.

## Urmași
Postelnicul a fost căsătorit cu Elina Cantacuzino, fiica voievodului Radu Șerban. Împreună au avut șase fii, toți ajungând la înalte dregătorii, caz unic în istoria Țării Românești, după cum observa istoricul Nicolae Stoicescu. 
Fii:
- Drăghici Cantacuzino
- Șerban Cantacuzino
- Constantin Cantacuzino
- Mihai Cantacuzino
- Matei Cantacuzino, tatăl lui Toma Cantacuzino
- Iordache Cantacuzino

Fiice: 
- Marica, căsătorită cu marele spătar Pană Filipescu și cu marele logofăt Radu Crețulescu
- Stanca, căsătorită cu Papa Brâncoveanu, mama lui Constantin Brâncoveanu
- Ancuța, căsătorită cu postelnicul Ianachi Catargi și cu comitele Stoian Florescu

|                           |                           |                           |                           |                           |                           |  |  | Constantin Cantacuzino | Constantin Cantacuzino | Constantin Cantacuzino | Constantin Cantacuzino | Constantin Cantacuzino | Constantin Cantacuzino |  |  | Elina Cantacuzino      | Elina Cantacuzino      | Elina Cantacuzino      | Elina Cantacuzino      | Elina Cantacuzino      | Elina Cantacuzino      |  |  |                   |                   |                   |                   |                   |                   |  |  |       |       |       |       |       |       |  |  |  |  |  |  |  |  |  |  |  |  |  |  |  |  |  |  |  |  |  |  |  |  |
|                           |                           |                           |                           |                           |                           |  |  | Constantin Cantacuzino | Constantin Cantacuzino | Constantin Cantacuzino | Constantin Cantacuzino | Constantin Cantacuzino | Constantin Cantacuzino |  |  | Elina Cantacuzino      | Elina Cantacuzino      | Elina Cantacuzino      | Elina Cantacuzino      | Elina Cantacuzino      | Elina Cantacuzino      |  |  |                   |                   |                   |                   |                   |                   |  |  |       |       |       |       |       |       |  |  |  |  |  |  |  |  |  |  |  |  |  |  |  |  |  |  |  |  |  |  |  |  |
|                           |                           |                           |                           |                           |                           |  |  |                        |                        |                        |                        |                        |                        |  |  |                        |                        |                        |                        |                        |                        |  |  |                   |                   |                   |                   |                   |                   |  |  |       |       |       |       |       |       |  |  |  |  |  |  |  |  |  |  |  |  |  |  |  |  |  |  |  |  |  |  |  |  |
|                           |                           |                           |                           |                           |                           |  |  |                        |                        |                        |                        |                        |                        |  |  |                        |                        |                        |                        |                        |                        |  |  |                   |                   |                   |                   |                   |                   |  |  |       |       |       |       |       |       |  |  |  |  |  |  |  |  |  |  |  |  |  |  |  |  |  |  |  |  |  |  |  |  |
| Stanca (căs. Brâncoveanu) | Stanca (căs. Brâncoveanu) | Stanca (căs. Brâncoveanu) | Stanca (căs. Brâncoveanu) | Stanca (căs. Brâncoveanu) | Stanca (căs. Brâncoveanu) |  |  | Șerban Cantacuzino     | Șerban Cantacuzino     | Șerban Cantacuzino     | Șerban Cantacuzino     | Șerban Cantacuzino     | Șerban Cantacuzino     |  |  | Constantin Cantacuzino | Constantin Cantacuzino | Constantin Cantacuzino | Constantin Cantacuzino | Constantin Cantacuzino | Constantin Cantacuzino |  |  | Mihai Cantacuzino | Mihai Cantacuzino | Mihai Cantacuzino | Mihai Cantacuzino | Mihai Cantacuzino | Mihai Cantacuzino |  |  | Alții | Alții | Alții | Alții | Alții | Alții |  |  |  |  |  |  |  |  |  |  |  |  |  |  |  |  |  |  |  |  |  |  |  |  |
| Stanca (căs. Brâncoveanu) | Stanca (căs. Brâncoveanu) | Stanca (căs. Brâncoveanu) | Stanca (căs. Brâncoveanu) | Stanca (căs. Brâncoveanu) | Stanca (căs. Brâncoveanu) |  |  | Șerban Cantacuzino     | Șerban Cantacuzino     | Șerban Cantacuzino     | Șerban Cantacuzino     | Șerban Cantacuzino     | Șerban Cantacuzino     |  |  | Constantin Cantacuzino | Constantin Cantacuzino | Constantin Cantacuzino | Constantin Cantacuzino | Constantin Cantacuzino | Constantin Cantacuzino |  |  | Mihai Cantacuzino | Mihai Cantacuzino | Mihai Cantacuzino | Mihai Cantacuzino | Mihai Cantacuzino | Mihai Cantacuzino |  |  | Alții | Alții | Alții | Alții | Alții | Alții |  |  |  |  |  |  |  |  |  |  |  |  |  |  |  |  |  |  |  |  |  |  |  |  |
| Constantin Brâncoveanu    | Constantin Brâncoveanu    | Constantin Brâncoveanu    | Constantin Brâncoveanu    | Constantin Brâncoveanu    | Constantin Brâncoveanu    |  |  |                        |                        |                        |                        |                        |                        |  |  | Ștefan Cantacuzino     | Ștefan Cantacuzino     | Ștefan Cantacuzino     | Ștefan Cantacuzino     | Ștefan Cantacuzino     | Ștefan Cantacuzino     |  |  |                   |                   |                   |                   |                   |                   |  |  |       |       |       |       |       |       |  |  |  |  |  |  |  |  |  |  |  |  |  |  |  |  |  |  |  |  |  |  |  |  |